# 페네오스
페네오스(Peneus)는 그리스 신화에 나오는 강의 신이다. 대양의 신 오케아노스와 테티스의 아들로서 테살리아 지방에 흐르는 강의 신이 되었다. 오늘날 피니오스강이라고도 부르는 이 강은 테살리아의 핀도스산맥에서 발원하여 템페 계곡을 지나 에게해 서쪽 테르마이코스만으로 흘러나간다. 페네오스는 나이아스의 하나인 크레우사와 결혼하여 안드레우스, 힙세우스 등의 아들과 다프네, 스틸베 등의 딸을 낳았다. 안드레오스는 보이오티아 지방의 안드레이스라는 지명의 유래가 되었으며, 힙세우스는 라피테스족의 왕이 되었다. 스틸베는 아폴론과 관계를 맺어 라피토스와 켄타우로스족의 아버지가 된 켄타우로스를 낳았다.